# تشارلز توماس
تشارلز توماس (بالإنجليزية: Charles Thomas)‏ (و. 1936 – م) هو ضابط بحري، من كندا، ولد في كيلونا، ويحمل رتبة عسكرية لواء بحري.

## مناصب
تولى منصب Vice Chief of the Defence Staff (Canada) ‏ (1989–1991)، وCommander of the Royal Canadian Navy ‏ (1987–1989).

## الخدمة العسكرية
خدم في البحرية الملكية الكندية (1954–1991).

## القيادات
تولى قيادة:
- البحرية الملكية الكندية (1987–1989)
- HMCS Fraser (1971–1973).

## جوائز
حصل على جوائز منها:
- وسام الاستحقاق العسكري [الإنجليزية]‏.